# Pomnik Juliana Marchlewskiego w Łodzi
Pomnik Juliana Marchlewskiego – pomnik znajdujący się w latach 1964–1991 na Starym Rynku w Łodzi.

## Historia
W 1961 sekretarz Zygmunt Cichy zorganizował konkurs na koncepcję pomnika poświęconego Julianowi Marchlewskiemu. Zdecydowano się go uhonorować w ten sposób m.in. ze względu na fakt, iż pracował jako farbiarz w pobliskiej fabryce Izraela Poznańskiego, przemianowanej później na Zakłady Przemysłu Bawełnianego im. Juliana Marchlewskiego. Do konkursu wpłynęło ponad 50 prac, a główna nagroda wynosiła 35 tys. zł. Konkurs rozstrzygnięto w kwietniu przez komisję mającą w składzie rzeźbiarzy oraz przedstawicieli społeczno-politycznych. Komisja wybrała 2 projekty, nr 32 Julian i nr 49 Alfa. 1 maja 1961 utworzono wystawę zgłoszonych prac.
Koncepcja wybrana do realizacji obejmowała grupę czterech postaci wykonanych z brązu o 4-metrowej wysokości. Byli to: Julian Marchlewski, dwaj robotnicy oraz kobieta trzymająca niemowlę. Marchlewski według koncepcji miał trzymać w prawej ręce książkę, a lewą wskazywać w kierunku centrum Łodzi.
Pomnik wykonano wg projektu Elwiry Zachert-Mazurczykowej i Jerzego Mazurczyka. Monument ze stopu brązu wykonała Spółdzielnia Pracy „Brąz Dekoracyjny” w Warszawie. Pomnik składał się z 22 elementów, o łącznej wadze 8 ton. Pomnik zawierał na cokole inskrypcję o treści: Julianowi Marchlewskiemu, niezłomnemu rewolucjoniście, miasto Łódź i Rodacy.
Pomnik poświęcony Julianowi Marchlewskiemu odsłonięto 30 kwietnia 1964. Został usunięty po transformacji ustrojowej, 18 kwietnia 1991, a następnie trafił do magazynów Zieleni Miejskiej w Łodzi.